# Тодор Атанасов (Санкето)
Вижте пояснителната страница за други личности с името Тодор Атанасов.
Тодор Атанасов Тодоров (Санкето) е деец на БРСДП (т.с.) и БКП.

## Биография
Тодор Атанасов е роден на 13 май 1887 г. в град Хасково. Организира първата група на БРСДП (т.с.) в родния си град. Завършва специалност право в Швейцария (1911). След завръщането си в България работи като адвокат в Хасково.
Участва като офицер във войните за национално обединение (1912-1918).
Общински съветник в Хасково и член на окръжното ръководство на БКП от 1919 г. Сътрудничи на „Работнически вестник“ и сп. „Ново време“. Съредактор на в-к „Народна армия“.
Съсновател на Народния съюз на запасните офицери и подофицери (1920). Ръководител на нелегалната военна организация на БКП (1920-1923). По време на Септемврийското въстание (1923) е арестуван. Амнистиран и освободен през 1924 г. Продължава борбата срещу правителството на Александър Цанков.
След атентата в църквата „Света Неделя“ е арестуван и убит.